# Galvaniseren

Galvanische verkopering van een metaal (Me) in een kopersulfaatbad

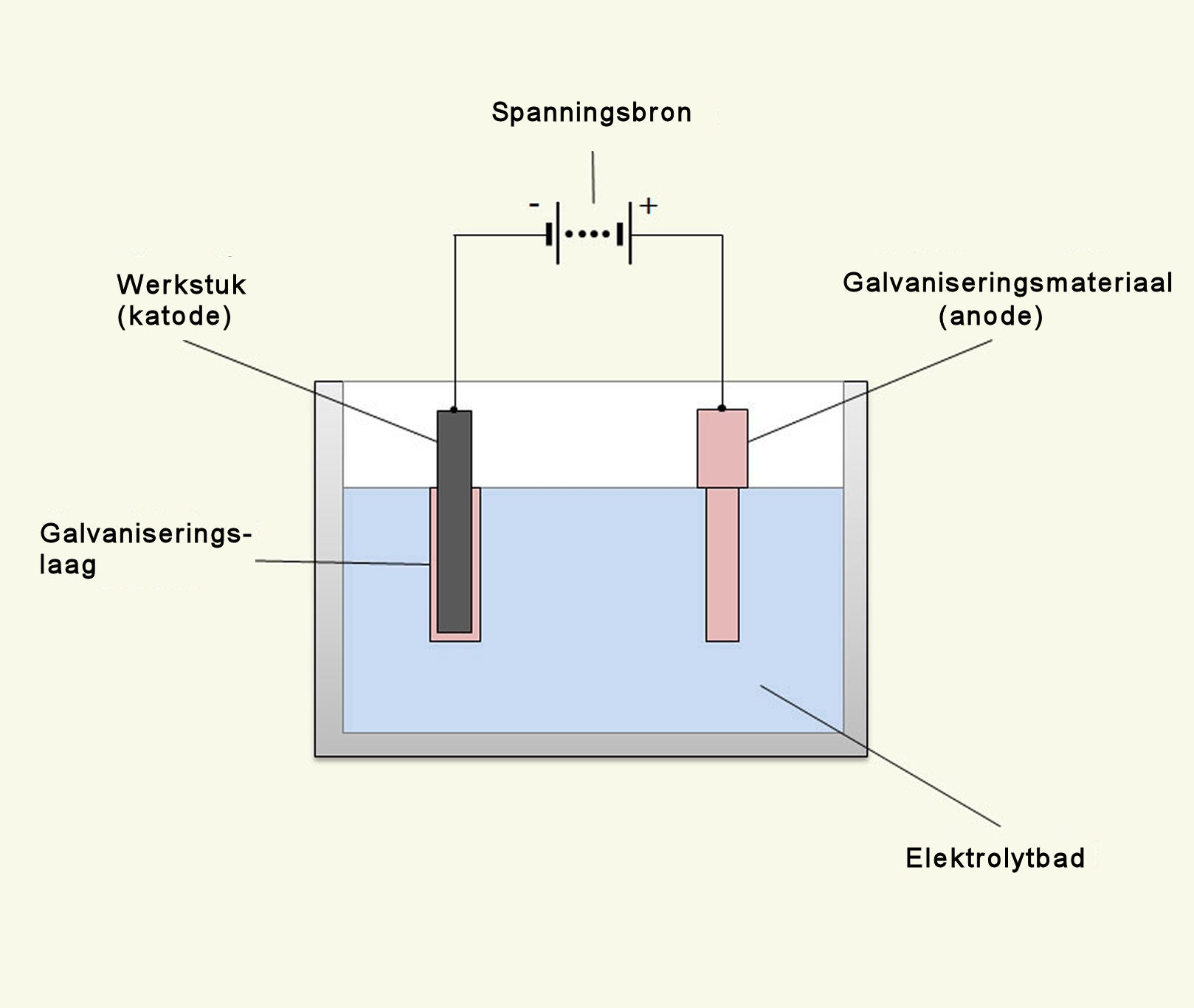
Schema van elektrochemisch verzinken

Galvaniseren (ook: galvanisatie, galvanotechniek of elektroplating) is een methode die gebruikmaakt van elektriciteit om een voorwerp te bedekken met een laagje metaal.
Door middel van galvaniseren kan bijvoorbeeld een ijzeren plaat worden voorzien van een laagje zink (elektrolytisch verzinken), nikkel (vernikkelen) of chroom (verchromen) om het meer corrosiebestendig te maken of mooier te laten glanzen.
Binnen de branche wordt de term galvanotechniek of galvano gebruikt. Met deze termen worden alle elektrochemische bedekkingstechnieken aangeduid, inclusief de autokatalytische processen.
In het spraakgebruik wordt 'galvaniseren' heel vaak gebruikt als synoniem voor verzinken. Verzinken kan echter met twee totaal verschillende processen worden uitgevoerd, elektrolytisch verzinken en thermisch verzinken. Dat laatste is eigenlijk helemaal geen galvaniseren, omdat het geen gebruik maakt van elektrische stroom.

## Het doel van galvaniseren

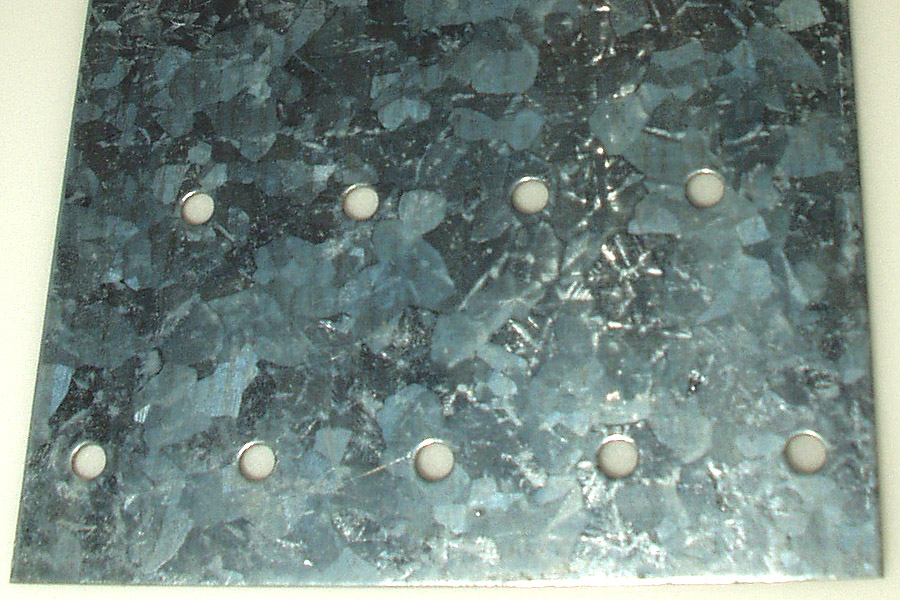
Een thermisch/vuur verzinkt voorwerp

Door een metalen werkstuk van een deklaag van een ander metaal te voorzien, kan men profiteren van de eigenschappen van beide metalen.
De voordelen van de deklaag kunnen zijn:
- minder gevoelig voor corrosie (bijvoorbeeld roesten)
- een fraaier uiterlijk (glans en kleur)
- krasbestendigheid, wat samenhangt met de hardheid van het materiaal
- gewenste elektrische eigenschappen, zoals de geleidbaarheid.

De nadelen van de deklaag kunnen zijn:
- De dunne laagdikten van ca. 5 tot maar ca. 40 µm (waar thermisch verzinken een dikte van 50-200 µm haalt);
- Met name het optreden van het effect van de kooi van Faraday leidt ertoe dat de binnenkant van een (open) bak in bepaalde gevallen toch niet of in slechte kwaliteit verzinkt wordt;
- De verdeling van de stroomdichtheid over het product is helaas niet uniform. Dit betekent dat de laagdikte op bepaalde plaatsen hoger is (buitenzijde/uitstekend delen) en op bepaalde plaatsen lager (binnenhoeken/binnenzijden). De stroom zoekt altijd de weg van de minste weerstand;
- Wanneer men geen glansmiddelen gebruikt wordt een zinklaag met een poederig uiterlijk gevormd hetgeen de corrosiebestendigheid nadelig kan beïnvloeden;
- Bij het elektrolytisch verzinken ontstaat waterstofgas, wat vooral bij geharde staalsoorten in de materiaalstructuur opgenomen kan worden. Hierdoor ontstaat 'waterstofbrosheid';
- Minder bestand tegen zeewater.

Natuurlijk zou men hetzelfde fraaie uiterlijk of dezelfde corrosiebestendigheid kunnen bereiken door bijvoorbeeld een voorwerp uit massief nikkel of chroom te maken. Dan zou het product echter duurder worden, omdat de meeste metalen die voor deklagen worden gebruikt vele malen duurder zijn dan ijzer. Bovendien hebben die metalen mogelijk niet de benodigde materiaalsterkte.

## Geschiedenis van het galvaniseren
De begrippen galvaniseren en galvanotechniek zijn vernoemd naar de Italiaanse natuurkundige Luigi Galvani. Galvani beschreef in de 18e eeuw de elektrische verschijnselen die de basis vormen voor alle elektrische processen, dus ook van het galvaniseren.
Ook door Alessandro Volta wordt belangrijk werk verricht. Hij vindt de batterij uit waardoor galvanotechniek ook praktisch uitvoerbaar wordt. De grondlegger van de galvanotechniek is de Duitser Moritz Hermann Jacobi (1801-1874). In het begin houdt hij zich met name bezig met galvanoplastiek, het vormen van met name munten door middel van galvanotechniek. Hij schrijft in 1838 het eerste galvanoboek, Der Galvanoplastik.
Het bedrijf  WMF (Koffiemachines en bestek) begint in 1838 met galvanoplastiek op industriële schaal. Men heeft op deze manier zelfs complete koperen deuren gevormd. In 1854 lukt het Robert Wilhelm Bunsen als eerste chroom neer te slaan. In 1867 ontwikkelt Siemens de dynamomachine, hierdoor komt de galvanotechniek in een stroomversnelling.
In 1900 slaat men voor het eerst nikkel neer. Anodiseren (het elektrochemisch oxideren van aluminium, dus geen neerslaan van een ander metaal) vanaf 1910. Galvanisch verchromen wordt commercieel op grote schaal toegepast vanaf 1924. De ontwikkeling van de glansmiddelen vindt plaats tussen de beide wereldoorlogen, hierdoor wordt het arbeidsintensieve polijsten sterk teruggedrongen. Kort na de Tweede Wereldoorlog wordt chemisch nikkel in de markt gezet.
De baden die gebruikt worden bij het galvaniseren kunnen een grote belasting voor het milieu vormen en zijn daarom tegenwoordig aan zeer strenge regels gebonden.
Menig galvaniseerbedrijf gebruikt tegenwoordig steeds meer milieuvriendelijkere grondstoffen.
Het gebruik van cyanide, zes-waardig chroom en hoge concentraties van ontvettingsmiddelen zijn sterk gereduceerd bij veel moderne galvanobedrijven.

## De werking van het galvaniseren

### Het basisprincipe
Er zijn twee methoden van galvaniseren:
- Galvanisatie met behulp van een externe stroombron,
- Galvanisatie door middel van een reductiemiddel dat in de elektrolyt aanwezig is.

#### Galvanisatie met een externe stroombron
Bij deze vorm van galvanisatie wordt het voorwerp in een zoutoplossing ondergedompeld (met het metaal als ion in het zout), waardoorheen via een externe bron een stroom wordt geleid, waarbij het voorwerp als kathode wordt gebruikt. Er treedt dan een redoxreactie op.
De volgende procedure wordt hierbij gevolgd:
1. Een zout van het metaal dat het laagje moet vormen, bijvoorbeeld zinkchloride, wordt opgelost in een bak met water. Dit betekent, dat het zout uiteenvalt in ionen. Bijvoorbeeld zinkchloride ({\displaystyle {\ce {ZnCl2}}}) vormt {\displaystyle {\ce {Zn^2+}}}-kationen en {\displaystyle {\ce {Cl-}}}-anionen.
2. Het voorwerp dat van een metaallaagje moet worden voorzien, wordt aangesloten op de negatieve pool van een stroombron (de 'min') en wordt de kathode genoemd. De externe stroombron stuurt dus extra elektronen naar deze pool.
3. Een ander metalen voorwerp wordt op de positieve pool aangesloten (de 'plus') en wordt de anode genoemd.
4. Beide voorwerpen worden in de vloeistof gedompeld, waarna er een stroom gaat lopen.
5. Doordat het voorwerp, dat van een metaallaagje moet worden voorzien kathode is, worden de metaalionen gereduceerd tot het metaal. Deze metaalionen nemen, naargelang hun valentie, elk één of meer van de door de stroombron aangeboden elektronen op en slaan het metaal neer op het voorwerp.

In het voorbeeld met zinkchloride treedt de volgende halfreactie op:
{\displaystyle {\ce {Zn^2+ + 2e- -> Zn}}}
In feite gebeurt hier precies het omgekeerde als in een batterij of accu.

#### Galvanisatie zonder externe stroombron
Een stroom doorvoeren is niet noodzakelijk. Er zijn ook zogenaamde stroomloze processen waarbij een reductiemiddel in de elektrolyt aanwezig is. Dit wordt vooral toegepast bij de nikkelafscheiding. Maar ook bij de afscheiding van metalen als zilver, goud en koper. Dit zijn autokatalytische processen; het afgescheiden metaal zelf is de katalysator voor het reductieproces. Een voorbeeld van dit proces is het zogenaamde "chemisch nikkel".

### Praktische aspecten
Door het opgeloste zout is de vloeistof waarin wordt gegalvaniseerd geleidend voor elektriciteit. Soms wordt er extra elektrolyt toegevoegd voor de geleiding, bijvoorbeeld zwavelzuur aan een kopersulfaatoplossing. Dat geeft een betere spreiding van het metaal koper over het kathodeoppervlak. Bij het vernikkelen doet men dat niet want daarbij is voor de metaalafscheiding een veel grotere overspanning nodig en dat bevordert de gelijkmatige stroomverdeling over het kathodeoppervlak.
Het metaal dat op het werkstuk moet worden neergeslagen, kan aanwezig zijn in de vorm van kationen, bijvoorbeeld nikkelionen, als anionen, bijvoorbeeld chromaationen en kopercyanide ionen.
In de industrie gaat het proces min of meer als volgt:
1. Een goede voorbehandeling van het te bedekken metaal is belangrijk: wassen met een alkalisch product
2. Vervolgens activatie van het oppervlak door onderdompeling in een zure oplossing
3. Daarna aanbrengen van een laagje koper, teneinde nadien een betere aanhechting te krijgen van nikkel: eerst via een elektrolyse in een koper(I)cyanide-oplossing (CuCN), nadien in een koper(II)sulfaat-oplossing (CuSO4)
4. Uiteindelijk aanbrengen van een laag nikkel via nikkel(II)chloride- en nikkel(II)sulfaat-oplossing (NiCl2 en NiSO4)

Belangrijke aspecten hierbij zijn:
- Het gebruik van additieven: geven ductiliteit, glans en meer evenredige bedekking.
- De temperatuur wordt in bepaalde baden gehouden op ongeveer 60 graden Celsius.
- Roeren in de oplossing versnelt het proces, via het inblazen van lucht of het fysiek voortbewegen van de kathode.
- De baden moeten continu gefilterd worden.

## Verschillende materialen
Het is in principe mogelijk om alle metalen uit een waterige oplossing van hun zout neer te slaan. In sommige gevallen zijn de procesparameters echter zo extreem dat zich op economische gronden (nog) geen commerciële processen hebben gevormd. De volgende metalen worden op grote schaal toegepast: 
- Zink- en zinklegeringen
- Nikkel
- Chroom
- Koper
- Tin

### Zink- en zinklegeringen
Zink is waarschijnlijk het meest neergeslagen metaal. Zink kan worden neergeslagen uit sterk zure (zwavelzuur), mild zure/neutrale (kaliumchloride/boorzuur), alkalische (natronloog en kaliumhydroxide) en cyanidische (kalium- en natriumcyanide)oplossingen. De laatstgenoemde verdwijnt in rap tempo en wordt meest vervangen door alkalische zinkbaden. De zinklagen worden gecombineerd gebruikt met de zogenaamde conversielagen. Deze chemisch aangebrachte lagen beschermen de zinklaag tegen de eerste corrosieverschijnselen, het zogenaamde 'witroest'. Deze lagen bestaan onder andere uit chroomhoudende verbindingen, zirkoniumverbindingen of siliciumhoudende verbindingen.
Met name de zeswaardig chroomhoudende verbindingen (die kankerverwekkend zijn) hebben de zinklagen altijd hun kleur gegeven. Zo kent men blauw, geel, groen en zwart passiveren. Door deze kleuren heeft het galvaniseren ook een decoratieve betekenis.
Op zoek naar betere corrosiebestendigheid is men, met name in de automobielbranche, terechtgekomen bij de zinklegeringen. Meest toegepast zijn zink-ijzer en zink-nikkel maar ook zink-kobalt en zink-mangaan worden toegepast.

### Nikkel
Nikkel wordt veel toegepast en kent een aantal toepassingsgebieden:
- decoratief en als onderlaag voor chroom,
- technisch als eindlaag, bijvoorbeeld in chloridehoudende milieus,
- technisch als onderlaag voor hardchroom, corrosiewerende functie in maritieme milieus.

Galvanotechnisch gezien wordt nikkel op twee manieren ingezet, elektrolytisch en autokatalytisch (chemisch nikkel). Elektrolytisch nikkel wordt in hoofdzaak toegepast in de decoratieve markt, daarnaast onder hardchroom met een corrosiewerende betekenis.
Chemisch nikkel wordt zonder stroom afgezet in een autokatalytisch proces. Het bad bevat een reductor die de benodigde energie levert voor de afzetting van nikkel op het product. Feitelijk is chemisch nikkel een nikkelfosfor legering. Afhankelijk van het fosforgehalte spreekt men van laag (3-5%), midden (5-10%) en hoog (10-12%) fosfor.
Deze drie types hebben ieder hun eigen specifieke eigenschappen. Laag P is hard (zonder thermische nabehandeling) en heeft magnetische eigenschappen. Midden P is het meest toegepast, heeft redelijke corrosiewerende eigenschappen en is met een thermische nabehandeling uit te harden tot ongeveer 850 HV. Hoog P heeft goede corrosiewerende eigenschappen en is ook uithardbaar. Een groot voordeel van de chemisch nikkel-processen is hun zeer goede laagdikteverdeling. In tegenstelling tot chroom is de nikkellaag dicht en geeft daardoor een goede corrosiebescherming. Voor het slijten kan hierover het beste nog een chroomlaag worden gelegd. Het chemisch proces gaat in principe overal even snel, bij een elektrolytisch proces verloopt het proces niet overal even snel onder invloed van afscherming of verschillende kathode-anode afstanden. Er zijn ook een aantal NiP-legeringen die worden toegepast (ternaire legeringen) zo kennen we nikkel-fosfor-kobalt (extreem goede slijtageweerstand) en nikkel-fosfor-tin (zeer goede corrosieweerstand).
De elektrolytische nikkelprocessen zijn in hoofdzaak gebaseerd op een oeroud receptuur, het zogenaamde wattsnikkel. De hoofdbestanddelen zijn hier nikkelsulfaat, nikkelchloride en boorzuur. Om glans te verkrijgen voegt men hier organische toevoegingen aan toe. Daarnaast worden ook wel nikkelsulfamaatprocessen toegepast, hoofdzakelijk in technische toepassingen als het elektroformeren van onder andere spuitmondjes van inktjetprinters of spuitmondjes voor medicinale toepassing.
Er zijn een aantal nikkellegeringen die een commerciële toepassing kennen. Nikkel-tin en nikkelkobalt (decoratief), nikkel-palladium (elektronica), nikkel-fosfor elektrolytisch (elektronica), nikkel-wolfraam (divers). Tevens zijn er zogenaamde zwartnikkelbaden waaruit een zwarte tot antracietkleurige laag kan worden verkregen. Het betreft hier vaak baden met een zink- of kopertoevoeging.

### Chroom
Chroom is van de neergeslagen metalen de bekendste. Het wordt toegepast in bijvoorbeeld de sanitairmarkt, de automobielbranche, fietsen, motoren, en bij diepdrukken. Het wordt veel gebruikt om metaal of kunststof een mooier uiterlijk te geven. Chroom heeft van zichzelf geen hoogglanseigenschappen, de glans is afkomstig van het onderliggende nikkel. Chroom kan wel gepolijst worden. Indien de chroomlaag te dik wordt aangebracht op het glanzende nikkel ontstaat een muisgrijze laag. Om een mooi uiterlijk te krijgen is een chroomlaag van ca. 0,5 μm voldoende. Chroombaden behoren tot de eenvoudigste baden qua samenstelling, ze bestaan grotendeels uit chroomzuur, daarnaast worden toevoegingen van zwavelzuur (katalysator in het proces) toegevoegd. Als secundaire katalysatoren kan men fluorideverbindingen (zoals een type PFAS) of organische verbindingen toevoegen. Het chroombad haalt het chroom uit het aanwezige chroomzuur, de anodes zijn van lood, deze leveren alleen de benodigde elektronen.
Er bestaat een verschil tussen decoratief en hardchroom, dit behelst in hoofdzaak de laagdikte die wordt afgescheiden. Chemisch gezien zijn beide baden vrijwel identiek. Hardchroomlagen kunnen tot 1 mm worden afgescheiden, in de regel wordt 20-100 μm neergeslagen. Het wordt toegepast vanwege zijn hoge hardheid en slijtageweerstand. Nadeel is echter dat de laag poreus is en dat zodoende vooral chloorionen door de laag het basismateriaal kunnen aantasten. Voor deze toepassingen is het daarom beter om onder de chroomlaag een nikkellaag aan te brengen. De hardheid van het chroom kan variëren van 850-1200 HV afhankelijk van het gekozen proces (lees secundaire katalysator). Toepassingsgebieden zijn motortechniek, hydraulica, matrijzenbouw etc.
Tegenwoordig worden ook driewaardig chroombaden toegepast, dit in verband met de telkens oplaaiende discussie rond het carcinogene chroom 6+.
Er zijn ook enkele chroomlegeringsbaden bekend, deze hebben weinig commerciële betekenis. Het betreft chroom/molybdeen (betere droogloop eigenschappen en verhoogde weerstand tegen chloriden) en chroom/wolfraam (beter corrosiewerende eigenschappen). Ook is er een zwartchroombad. Door toevoeging van zouten ontstaat hier een zwarte, wat poederige chroomlaag die vaak in een speciale olie wordt gezet en die een diep zwarte kleur kan hebben.

### Koper
Koper werd als een van de eerste metalen neergeslagen. Tegenwoordig vindt men de belangrijkste toepassing in de printplaat productie en diepdruk industrie. Koperbaden worden zowel zuur (zwavelzuur) als cyanidisch gebruikt, daarnaast zijn er pyrofosfaat en fluoboraatrecepturen. Alkalische koperbaden zijn ontwikkeld maar hebben nooit enige rol van betekenis gespeeld.
De zure baden hebben door organische toevoegingen van uiteenlopende aard uitstekende opvullende eigenschappen (het vermogen krassen uit te vullen), Van deze eigenschap wordt gebruikgemaakt in de decoratieve markt. Daarnaast wordt zuurkoper gebruikt in de printplaatindustrie, offsetindustrie en bij de restauratie van oldtimer onderdelen.
Cyaanhoudende baden kennen nog steeds een toepassing waar men moeilijk voor te behandelen basismaterialen heeft (zoals zamak). Het wordt hier als een soort hechtlaag gebruikt. Het zorgt ervoor dat verdere behandelingen het basismateriaal niet aantasten en dat er voldoende hechting van de verschillende lagen is (meestal nikkel en chroom). Cyanidisch koper heeft een uitstekende spreiding maar geen echte glans en zeker geen opvulling.
Koper kan ook autokatalytisch worden neergeslagen; dit kent zijn toepassing in de elektronica en in de printplaatproductie.
Ook koperlegeringen worden neergeslagen. Er bestaan commerciële recepturen voor zowel messing- als bronsbaden. Beide in hoofdzaak cyanidisch, brons en met name witbrons wordt als alternatief gezien voor nikkel in de sieraad- en kledingindustrie, dit in verband met nikkelallergie.

### Tin
Tin kent vele toepassingen op zeer grote schaal. Als bedekking van blik in de voedingsmiddelenindustrie en als een van de vele tinlegeringen in de elektronica of printplaatindustrie.
Tinbaden zijn er ook in verschillende soorten. Men kent zure baden op basis van zwavelzuur, methaansulfonzuur en polysulfonzuur, daarnaast worden recepturen gebruikt op basis van tetrafluoboraat en zijn er alkalische processen (de stannaat baden).
Met de behoefte om loodvrije "soldeerlagen" te maken is er een keur aan tinlegeringsbaden ontstaan. Hierbij kan men denken aan zilver, koper, antimoon enzovoort.
Legeringen met kobalt of nikkel hebben een decoratieve toepassing en staan bekend als chroomvervangers. Kobalt geeft een antracietachtige verkleuring, nikkel een roze-achtige (houd maar eens een wit papier achter een verchroomde sierradiator voor de badkamer).
Tin kan ook door uitwisseling worden neergeslagen. Door substraatmetaal (bijvoorbeeld koper of aluminium) op te lossen, komen elektronen vrij, die gebruikt worden om tinionen te neutraliseren tot metallisch tin. Deze technologie wordt in hoofdzaak in de elektronica toegepast, met name wegens de (vermeende) efficiëntie en de lage kostprijs. Technische nadelen hebben de technologie echter inmiddels weer tamelijk naar de achtergrond gedrukt.

### Cadmium
Wanneer via elektrolyse cadmium wordt neergeslagen spreekt men van cadmiëren. Cadmium ondergaat geen corrosie in contact met lucht en gedraagt zich zeer goed in maritieme omgevingen. Cadmiëren wordt vooral in de luchtvaartindustrie toegepast om de samenstellende klinknagels te beschermen tegen corrosie.